# کیسی بارتلت اسکات
کیسی بارتلت اسکات (انگلیسی: Casey Bartlett-Scott؛ زادهٔ ۱۱ نوامبر ۱۹۹۴) بازیکن فوتبال است.